# The Black
The Black — четвёртый студийный альбом британской металкор-группы Asking Alexandria, который вышел 25 марта 2016 года. Это единственный альбом с вокалистом Денисом Шафоростовым, заменявшим оригинального вокалиста группы Дэнни Уорснопа.

## История
После выхода третьего студийного альбома группы — From Death to Destiny, группа с 2013 по 2014 год колесила в турах по США и Европе. 11 января 2015 года вокалист Дэнни Уорсноп объявил о временном роспуске группы, а 23 января объявил об уходе. 27 мая был объявлен новый вокалист — украинец Денис Шафоростов, бывший гитарист и вокалист групп Down & Dirty и Make Me Famous. Так же был представлен первый сингл — «I Won't Give In». Песня была довольно положительно оценена фанатами. Летом 2015 года группа находилась в туре по США, и 24 сентября вышел видеоклип на «I Won’t Give In», состоящий из бекстейджей и концертов группы в Vans Warped Tour. 26 сентября был представлен второй сингл — «Undivided». В конце октября группа дала концерты в Минске, Киеве, Москве и Санкт-Петербурге. 23 декабря была представлена обложка и название нового альбома — The Black. 31 января 2016 года состоялась радио-премьера нового сингла "The Black". На следующий день 1 февраля песня была официально выпущена вместе с видеоклипом. 3 марта состоялся релиз нового трека с клипом - «Let it Sleep». Мировая премьера пятого сингла "Here I Am" состоялась 8 марта на интернет-радио SiriusXM и Octane в 6AM EST. Клип на эту песню вышел 25 мая.

## Стиль
Синглы «The Black» и «Undivided» показали, что Asking Alexandria возвращаются к своим корням, периода альбома Stand Up and Scream, и в нём будет больше мейнстрим пост-хардкора, нежели хард-рока и хеви-метала. Лидер и гитарист группы Бен Брюс сказал, что альбом пишется под влиянием таких команд как Guns'n'Roses, Led Zeppelin, Slipknot, Avenged Sevenfold, Motley Crue, Metallica.

## Список композиций
Слова и музыка всех песен — написаны Денисом Шафоростовым и Беном Брюсом.
| №                   | Название                       | Длительность |
| ------------------- | ------------------------------ | ------------ |
| 1.                  | «Let It Sleep»                 | 4:00         |
| 2.                  | «The Black»                    | 4:41         |
| 3.                  | «I Won't Give In»              | 3:51         |
| 4.                  | «Sometimes It Ends»            | 4:45         |
| 5.                  | «The Lost Souls»               | 4:05         |
| 6.                  | «Just a Slave to Rock 'n Roll» | 3:25         |
| 7.                  | «Send Me Home»                 | 4:18         |
| 8.                  | «We'll Be Ok»                  | 3:57         |
| 9.                  | «Here I Am»                    | 4:19         |
| 10.                 | «Gone»                         | 3:17         |
| 11.                 | «Undivided»                    | 3:35         |
| 12.                 | «Circled By the Wolves»        | 3:29         |
| Общая длительность: | Общая длительность:            | 47:40        |

## Участники записи
Asking Alexandria
- Денис Шафоростов — вокал (кроме 10 трека)
- Бен Брюс — соло-гитара, бэк-вокал, вокал в треках 2 и 10
- Кэмерон Лиделл — ритм-гитара
- Сэм Бетли — бас-гитара
- Джеймс Касселс — барабаны

Производство
По выходным данным CD-буклета
- Джоуи Стёрджис — продюсирование, инжиниринг, микширование, мастеринг, клавишные, программирование, хоры, оркестровые аранжировки (кроме 5 трека)
- Чак Алказян — запись и инжиниринг ударных
- Сэм Грэйвс — редактирование ударных
- Александар Димитриевич — оркестровая аранжировка в 5 треке

## Позиции в чартах
| Чарт (2016)                         | Пиковая позиция |
| ----------------------------------- | --------------- |
| Австралия (ARIA)                    | 4               |
| Австрия (Ö3 Austria)                | 15              |
| Бельгия/Фландрия (Ultratop)         | 79              |
| Канада (Canadian Albums Chart)      | 14              |
| Финляндия (Suomen virallinen lista) | 38              |
| Германия (Offizielle Top 100)       | 23              |
| Новая Зеландия (RMNZ)               | 13              |
| Швейцария (Schweizer Hitparade)     | 24              |
| Великобритания (UK Albums Chart)    | 15              |
| США (Billboard 200)                 | 9               |